# Winfried Vahland
Winfried Vahland (* 1. dubna 1957, Beckum, Německo) je německý manažer. Od září 2010 do října 2015 byl předsedou představenstva a výkonným ředitelem společnosti Škoda Auto a.s., dceřiné společnosti koncernu Volkswagen Group se sídlem v Mladé Boleslavi.

## Životopis
Vahland vystudoval strojírenství a ekonomiku na Technické univerzitě Darmstadt. Na General Motors Institute v americkém Michiganu získal titul Master's Degree of Business Administration (MBA).
V roce 1984 začal Vahland pracovat jako projektový analytik evropských investic ve společnosti Adam Opel AG. V roce 1987 se stal vedoucím oddělení Manufacturing Strategy Review ve společnosti General Motors Europe.
V roce 1990 se Vahland stal ředitelem controllingu ve společnosti Audi AG. Roku 1993 přešel do mateřské společnosti Volkswagen AG na pozici ředitele koncernového controllingu. V letech 1995 až 1997 byl zodpovědný za koordinaci prodeje značky Volkswagen a koncernu Volkswagen Group. Později také za prodeje značky Volkswagen v oblasti Asie a Tichomoří. V roce 1997 byl Vahland vyslán do Brazílie, kde nastoupil na pozici výkonného finančního ředitele společnosti Volkswagen Brazil. O rok později se stal viceprezidentem pro finance a firemní strategii a převzal také zodpovědnost za argentinský trh.
V srpnu roku 2002 byl Vahland jmenován členem představenstva společnosti Škoda Auto a o rok později byl povýšen do funkce místopředsedy představenstva. V červenci 2005 převzal v Číně pozici prezidenta a výkonného ředitele společnosti Volkswagen (China) Investment Company (dceřiné společnosti Volkswagen Group China) a také celosvětového viceprezidenta společnosti Volkswagen AG. V červenci 2006 byl jmenován výkonným viceprezidentem společnosti Volkswagen AG. V září 2010 se vrátil do Mladé Boleslavi, kde byl uveden do funkce předsedy představenstva společnosti Škoda automobilová.
V lednu 2006 obdržel Vahland čestný doktorát Vysoké škole ekonomické v Praze. V červenci 2012 se mu obdobné pocty dostalo na Dalian University of Technology v Číně. V roce 2006 mu také bylo uděleno čestné občanství Čchang-čchunu. Šanghajská univerzita Tchung-ťi jej v roce 2007 jmenovala profesorem. V roce 2012 se Vahland stal prvním Němcem, který obdržel čestné občanství čínského města Čcheng-tu.
Po vypuknutí emisního skandálu (Dieselgate) v roce 2015 uvažovalo vedení Volkswagen Group o jmenování Winfrieda Vahlanda do funkce generálního ředitele pro region Severní Amerika (USA, Mexiko a Kanada) v rámci koncernu. Po 25 letech působení ve firmě však Vahland v polovině října 2015 z koncernu Volkswagen odešel. Novým předsedou představenstva Škody Auto a.s. se v listopadu 2015 stal německý manažer Bernhard Maier.